# Hofanlage Hanstedt 4
Die Hofanlage Hanstedt 4 in Wildeshausen, Bauerschaft Hanstedt, stammt zum Teil aus dem 18. Jahrhundert. Heute (2023) wird sie noch landwirtschaftlich genutzt und ein Stall als Tierheim.
Das Ensemble steht unter Denkmalschutz.

## Geschichte
Die Hofanlage, umgeben von altem Baumbestand, besteht aus
- dem eingeschossigen ehemaligen Wohn- und Wirtschaftsgebäude von 1777 als Zweiständerhallenhaus in Fachwerk mit Steinausfachungen und engem Raster sowie Satteldach, rückwärtiger Giebel mit zusätzlichen Fenstereinbauten; wird heute nur noch als Stall genutzt mit zugesetzten Fenstern,
- dem zweigeschossigen Speicher aus der 2. Hälfte des 18. Jh. in Fachwerk und Stockwerksbauweise mit nicht überkragendem Obergeschoss mit Satteldach,
- dem weiteren nicht denkmalgeschützten neuerem Wohnhaus und den diversen Nebengebäuden.

Die Landesdenkmalpflege befand: „... geschichtliche Bedeutung ... als beispielhafte Hofanlage mit Teilen aus der 2. Hälfte des 18. Jhs. ...“.